# Prosopis affinis
Prosopis affinis (nomes comuns algarrobo, inhanduvá) é uma espécie vegetal da família Fabaceae. É uma árvore nativa do Cone Sul da América do Sul; no Brasil é nativa do Rio Grande do Sul